# Ampasipotsy Mandialaza
Ampasipotsy Mandialaza is een plaats en commune in het oosten van Madagaskar, behorend tot het district Moramanga, dat gelegen is in de regio Alaotra-Mangoro. Tijdens een volkstelling in 2001 telde de plaats 6.000 inwoners.
De plaats biedt naast lager onderwijs ook middelbaar onderwijs aan. 88 % van de bevolking werkt als landbouwer. Het belangrijkste landbouwproduct is rijst; andere belangrijke producten zijn bonen en maniok. Verder is 12% actief in de dienstensector.